# Al-Husajnijja (Hims)
Al-Husajnijja (arab. الحسينية) – miejscowość w Syrii, w muhafazie Hims. W 2004 roku liczyła 1018 mieszkańców.